# Jürgen Hahn (Handballspieler)
Jürgen Hahn (* 23. September 1950 in Haßloch) ist ein deutscher Lehrer und ehemaliger Handballspieler und -trainer.

## Leben
Hahn spielte bei der SG Leutershausen. Mit der deutschen Nationalmannschaft, für die er in 43 Länderspielen 115 Tore erzielte, nahm er an den Olympischen Spielen 1976 in Montreal teil. In den 1980er-Jahren musste er seine Spielerlaufbahn nach einer Verletzung beenden. Im Januar 1983 wurde er Trainer des Bundesligisten SG Dietzenbach. Er war dann Trainer der SGL, mit der er 1992 deutscher Vizemeister wurde. 1993 wechselte er zum TUSEM Essen, mit dem er 1994 den erstmals ausgetragenen Euro-City-Cup gewann. Später trainierte Hahn den VfL Heppenheim, die SG Heddesheim und den TSV Birkenau.
2005 übernahm Hahn, der zuvor Schulleiter am Mannheimer Ludwig-Frank-Gymnasium gewesen war und Spanisch unterrichtet hatte, die Schulleitung am Colegio Alemán Alexander von Humboldt in Naucalpan de Juárez. Daneben war er für kurze Zeit Trainer der mexikanischen Frauen-Handballnationalmannschaft.